# Зверев, Юлиан Львович
Юлиа́н Льво́вич Зве́рев (1895—1938) — народный комиссар внутренних дел Туркменской ССР, старший майор государственной безопасности (1935). Входил в состав особой тройки НКВД СССР.

## Биография
Родился в семье слесаря. Русский. Член ПСР с 1912 до 1917, в РКП(б) с декабря 1917. Образование: высшее начальное училище, затем Прибалтийская русская учительская семинария Гольдингена в 1914, экономический факультет Азербайджанского политехнического института в 1925—1926. Отметчик на лесопильном заводе, 16-й форт Новогеоргиевской крепости с июня по декабрь 1914. В царской армии рядовой, унтер-офицер 149-го Черноморского полка с декабря 1914 по май 1917. Лечился в госпитале в Петрограде с мая по ноябрь 1917.
Председатель следственной комиссии 5-й армии и Двинского Совдепа в Двинске с декабря 1917 по март 1918. Командир 1-й сотни Петергофского конного полка до июня 1918. Комендант революционной охраны и начальник милиции Петроградского района с июля 1918 до мая 1919. Командир Петроградского конно-партизанского отряда до февраля 1920. Особоуполномоченный по формированию партизанских отрядов штаба Киевского военного округа с февраля по июнь 1920. Командир Отдельной кавалерийской бригады ВНУС в Полтаве с июня 1920.
Помощник начальника Секретно-оперативной части Особого отдела Южного фронта в 1920, затем Юго-Западного фронта до января 1921. Начальник отделения Особого отдела Харьковского военного округа до мая 1921. Секретарь особоуполномоченного ВЧК по Закавказью с июня до ноября 1921. Начальник отделения Особого отдела Туркестанского фронта до мая 1922. Помощник начальника 1-го отделения Восточного отдела ГПУ в Москве по 24 июля 1922. Начальник пограничного Особого отдела ГПУ в Сочи с августа 1922 до марта 1923. Помощник начальника Особого отдела Черноморского флота до сентября 1923. Начальник Особого отдела Азербайджанской ЧК с октября 1923 до мая 1926. Временно исполняющий должность помощника начальника Особого отдела ОГПУ СКВО с 24 мая до 10 декабря 1926. Помощник начальника Экономического отдела Полномочного представительства ОГПУ по Северо-Кавказскому краю с 10 декабря 1926 до 15 июня 1927, затем временно исполняющий должность начальника этого отдела до 11 июля 1927, и вновь помощник начальника с 26 января до 2 октября 1928. Помощник начальника Управления пограничной охраны и войск ГПУ Полномочного представительства ОГПУ по Северо-Кавказскому краю по оперативной части до 14 января 1929. Снова помощник начальника Экономического отдела Полномочного представительства ОГПУ по Северо-Кавказскому краю с 14 марта 1929, после чего возглавляет отдел до 22 декабря 1932. Начальник Экономического отдела Полномочного представительства ОГПУ по Ленинградскому военному округу с 22 декабря 1932 до 21 мая 1934.
Председатель ГПУ (затем нарком внутренних дел) Туркменской ССР с 21 мая 1934 до 20 июля 1937. Проживал в Ашхабаде. Этот период отмечен вхождением в состав особой тройки, созданной по приказу НКВД СССР от 30.07.1937 № 00447 и активным участием в сталинских репрессиях.
Арестован 21 октября 1937. Приговорён ВКВС СССР 7 сентября 1938 по обвинению в участии в контр-революционной террористической организации к высшей мере наказания. Расстрелян в день вынесения приговора. Место захоронения на полигоне Коммунарка. Посмертно реабилитирован определением Военной коллегии Верховного суда СССР 23 января 1958.

## Звания
- старший майор государственной безопасности, 29.11.1935.

## Награды
- почётный рабочий шахтёр шахты Шахтинского округа, 29.08.1928;
- знак «Почётный работник ВЧК—ГПУ (V)» № 472, 1929;
- орден Красного Знамени № 21280/20280, 03.04.1930